# 科雷扎纳
科雷扎纳（義大利語：Correzzana），是意大利蒙萨和布里安萨省的一个市镇。总面积2.24平方公里，人口2519人，人口密度1124.6人/平方公里（2009年）。ISTAT代码为015092。